# Gemma Sánchez
Gemma del Pilar Sánchez Florentino (Almería, 19 de abril de 2000) es una jugadora de balonmano y balonmano playa que juega de especialista defensivo para las CATS Playas de Fuengirola y de pivote en el Club Balonmano Elche.

## Trayectoria

### Balonmano playa
Sus mayores éxitos han sido en la modalidad de balonmano playa, con el que se ha proclamado Campeona de Europa de clubes en 2025. Criada en las arenas junto al AM Team Almería, en 2023 se incorporó al equipo de élite CATS Almería en la temporada de playa 2023. 

### Balonmano
Desde el 2019 juega con el Balonmano Roquetas, con el que consiguió el ascenso a la División de Honor Plata (en aquel año, la segunda categoría del balonmano español. En 2025 fichó por el Club Balonmano Elche de DHP para la 2025/2026. 

#### Clubes
- 2019-2025:  Balonmano Roquetas
- 2025- :  Club Balonmano Elche

### Selección
En 2016 fue segunda en el Campeonato de Europa juvenil de la modalidad de la mano de las Guerreras de Arena juveniles de Diego Carrasco y jugó el Mundial al año siguiente en la que terminó en quinta posición. Ya con la selección absoluta española, con la que debutó en el Campeonato de Europa de 2019 celebrado en Suiza, levantó la medalla de bronce en el Campeonato de Europa de 2023 y subcampeona en los Juegos Europeos del mismo año.
Fue campeona de los Juegos del Mediterráneo en 2023 y subcampeona del Mundialito de Balonmano Playa del 2024.
En 2025,se proclamó Campeona de Europa en Turquía.
Con la española ha participado en tres Campeonato de Europa (2019, 2023 y 2025) y un Campeonato Mundial (2024).

## Títulos y premios

### Selección
- 1 x Medalla de oro en los Juegos Mediterráneos (2023)[14]
- 1 x Medalla de plata en el IHF Global Tour (2024)[12]
- 1 x Medalla de plata en los Juegos Europeos (2023)
- 1 x Medalla de oro en el Campeonato de Europa (2025)[13]
- 1 x Medalla de bronce en el Campeonato de Europa (2023)
- 1 x  Medalla de bronce en los Juegos Mundiales (2025)[15]

### Balonmano Playa
- 1 x EBT Finals (2025)[16]
- 2 x Campeona de España de balonmano playa (2024, 2025)[17][18]

### Clubes
- 1 x Campeona de Liga DHP (2022/23)[19]

### Individuales
- Mejor deportista de Roquetas (2024)[20]

## Entrenadora
También se desempeña como entrenadora de balonmano playa con la autonómica andaluza, con la que ha conseguido el Campeonato de España de 2022 (infantil femenino) y de 2025 (cadete masculino).

## Vida
Forma parte desde el 2021 de la Comisión de la Mujer de la Federación Andaluza, creada para impulsar la igualdad en el balonmano.